# Harriet and the Piper
Harriet and the Piper er en amerikansk stumfilm fra 1920 af Bertram Bracken.

## Medvirkende
- Anita Stewart som Harriet Field
- Ward Crane som Royal Blondin
- Charles Richman som Richard Carter
- Myrtle Stedman som Isabelle Carter
- Margaret Landis som Nina Carter
- Byron Munson som Ward Carter
- Loyola O'Connor
- Irving Cummings som Anthony Pope
- Barbara La Marr